# Papá Piernas Largas (anime)
Papá Piernas Largas (私のあしながおじさん Watashi no Ashinaga Ojisan?, Mi papá piernas-largas) es una serie de anime basada en la novela Daddy-Long-Legs («Papaíto piernas largas») de Jean Webster. La serie fue emitida originalmente en Japón en el año 1990, parte del contenedor infantil World Masterpiece Theater o Meisaku de Nippon Animation. El contenedor había antes y después producido una gran variedad de series de animación basadas en diferentes obras literarias infantiles; entre ellas estaban Las aventuras de Peter Pan (1989) y Sonrisas y lágrimas (1991). En España, la serie fue emitida a través de Antena 3 por las mañanas de 1995, después de sustituir a Los chicos de Jo (1993).

## Argumento
Judy Abbott vive en un orfanato en la ciudad de Nueva York bajo el cuidado de la Señorita Lippett. Un día llega al orfanato un misterioso benefactor que ofrece llevar a Judy a un colegio a recibir una buena educación, con la condición de que esta le escriba cartas cada mes. Judy no ve salir al señor, simplemente ve su gran sombra estrechada a través de las paredes y por eso le llama su «Papá Piernas Largas». Judy entra al colegio Lincoln Memorial y conoce a muchos nuevos amigos como Sally McBride, hermana de Jimmy McBride y Julia Pendleton, la sobrina del apuesto Jervis Pendleton, con quien Judy comparte gran afecto. En el colegio, Judy vive grandes y divertidas aventuras, aprendiendo a vivir y sobrevivir en un mundo que jamás soñó conocer.

## Doblaje al español
- Carmen Cervantes – Judy Abbott

- Paco Vaquero – Jervis Pendleton

- Pilar Aguado – Julia Pendleton

- Ingrid Rabel – Sallie McBride

- Mabel Escaño – Señorita Lippett

## Temas musicales
- Japón:
  - (Inicio) Growing Up cantada por Mitsuko Horie.
  - (Cierre) Kimi no kaze cantada por Mitsuko Horie.
- España:
  - (Inicio) Kimi no kaze (instrumental)
  - (Cierre) Growing Up (instrumental)

## Listado de episodios
- 1. Lunes fatal
- 2. Adiós, Judy
- 3. Instituto para señoritas Lincoln
- 4. La ceremonia inaugural
- 5. Decorando la habitación
- 6. Judy la mentirosa
- 7. Una buena forma de gastar monedas de oro
- 8. La carta
- 9. El extraño tío de Julia
- 10. Siento haberte decepcionado
- 11. Un hombre inesperado
- 12. Una extraña coincidencia
- 13. El valeroso reto de Sally
- 14. El plagio
- 15. Perrito caliente y una flor en la pared
- 16. El jugador de fútbol americano
- 17. El secreto de Judy
- 18. Una invitación para el día de Acción de Gracias
- 19. Cantemos juntos
- 20. Leonore
- 21. Belleza y tristeza
- 22. Nieve en la ventana
- 23. Navidad
- 24. Como gusteis
- 25. New York, mi ciudad natal
- 26. Puente hacia el futuro
- 27. Un trabajo muy duro
- 28. Una orden despiadada
- 29. Recuerdos
- 30. Amor en verano
- 31. Adiós a la niñez
- 32. Un jarro de agua fría
- 33. Sentimientos
- 34. Te quiero
- 35. Soledad
- 36. Mi vida es mía
- 37. La noche del adiós
- 38. Una propuesta muy triste
- 39. La confesión
- 40. ¿Cómo estás, papá?